# Beatrice Wood

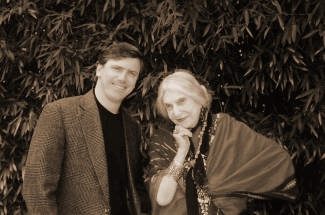
Wood met Tom Neff in 1993

Beatrice Wood (San Francisco, 3 maart 1893 – Ojai, 12 maart 1998) was een Amerikaanse kunstenares en een van de leden van de New Yorkse dada-beweging.

## Biografie
Wood werd geboren als telg van een rijke familie. Haar familie verhuisde naar Parijs. Toen zij aangaf kunstschilder te willen worden werd zij ingeschreven bij de Franse Academy Julian in Giverny. Ze vond de opleiding te academisch en wist te ontsnappen van de chaperonne die daar op haar moest letten. Haar moeder kwam haar halen en nam haar mee naar Parijs. Wood wilde toen aan het theater en haar moeder zorgde ervoor dat zij privélessen in acteren en dans ontving bij leden van de Comédie-Française. Aan het begin van de Eerste Wereldoorlog verhuisde zij naar New York. Daar begon Wood als Franstalige actrice op te treden, onder de schuilnaam Mademoiselle Patricia, om haar familie niet te schande te maken. Rond haar 20ste deed Wood afstand van haar deel in het familiefortuin, om als zelfstandige vrouw door te leven.
Omdat zij goed Frans sprak, werd zij geïntroduceerd bij de Franse componist Edgard Varèse, die in het ziekenhuis lag en erg eenzaam was. Via hem ontmoette zij Marchel Duchamp, met wie zij een liefdesrelatie begon. Samen met Henri-Pierre Roché vormden zij een ménage à trois.

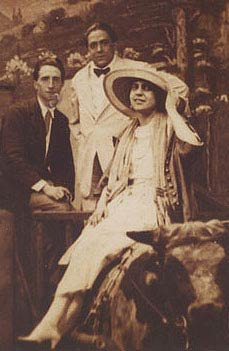
Wood met geheel links Marcel Duchamp in 1917.

Zij maakte zich echter los van Duchamp en verhuisde in 1918 naar Montreal. Daar trouwde ze met een theatermanager Paul om aan de invloed van haar moeder te ontsnappen. Het theater beviel haar echter niet en ze verhuisde terug naar New York, waar bleek dat de dadaïstische beweging van Duchamp was verdwenen. Zij werd verliefd op de Britse acteur Reginald Pole. Via hem maakte zij kennis met theosoof Annie Besant  en met Jiddu Krishnamurti. Toen Pole verliefd werd op een veel jongere vrouw verhuisde Wood naar Los Angeles om dichtbij haar vrienden, de Arensbergs te kunnen zijn en bij Krishnamurti.
In 1933 begon zij zich te interesseren voor keramiek en volgde zij een cursus aan de Hollywood High School en werd vervolgens leerling van de keramisten Gertrud en Otto Natzler. Toen zij succes begon te krijgen beschuldigden haar leermeesters haar ervan dat zij hun vormen en hun glazuur gebruikte en moest Beatrice vertrekken. In 1947 kon zij een huis voor zichzelf bouwen in Ojai, tegenover Krishnamurti. Het Los Angeles County Museum of Art en het Metropolitan Museum of Art in New York kochten haar werk. Ook ging zij lesgeven in keramiek.
In 1961 had Wood een expositie in Japan en bezocht zij ook India. Ook in 1965 en 1972 maakte zij reizen naar India.
In 1974, toen Wood al boven de 80 was, liet zij een nieuw huis met studio bouwen op het grondgebied van de Happy Valley Foundation. Ze kon dat onder andere financieren door een tekening van Duchamp te verkopen.
Over Beatrice Wood wordt gezegd dat zij nooit een man toestond om haar leven te controleren en dat zij altijd haar eigen rekeningen betaalde. Zij was tweemaal gehuwd met mannen waar zij niet van hield, en heeft liefdesrelaties gehad met 7 andere mannen. Zij was vegetariër en dronk geen alcohol. Onder invloed van Krishnamurti en haar reizen naar India kleedde zij zich in kleurige Indiase sari's en droeg daarbij vele zilveren en turquoise sieraden, zelfs als zij bezig was met haar draaischijf om potten te bakken.
Beatrice Wood overleed in 1998 op 105-jarige leeftijd.

## Werk

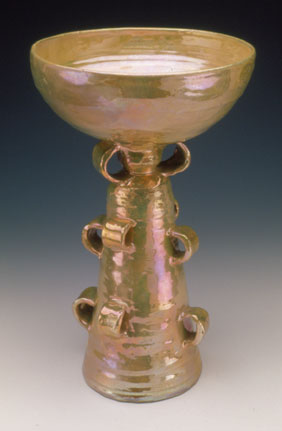
Glanzende kelk

Wood werkte vooral aan keramiek. Zowel dit kunstmedium als het feit dat zij een vrouw was, veroorzaakte dat zij weinig bekend werd tijdens haar leven, en vooral bekend werd door haar relatie met Duchamp.
In 1917, toen Duchamp zijn beroemde "fontein", een urinaal op zijn kant, exposeerde bij de eerste expositie van de Society of Independent Artists exposeerde Wood het werk "Un peut (peu) d'eau dans du savon", dat bestond uit een schilderij van een naakte vrouwentorso met een echt stuk zeep op een strategische plaats. Dit werk wekte veel verontwaardiging op bij het publiek en Wood werd zwaar bekritiseerd door de pers. Wood, Duchamp en Roché begonnen ook een Dadaïstisch tijdschrift, The Blind Man.
Na deze periode maakte Wood glimmende keramische voorwerpen en satirische menselijke figuren. Jarenlang was Wood een marginale kunstenares, maar zij kwam de laatste 20 jaar van haar leven in de mode toen de New Yorkse kunsthandelaar Naumann en Garth Clark uit Los Angeles, haar werk gingen verkopen.
Wood maakte ook schilderijen en tekeningen, waarin zij zelf figureerd als eeuwig-jonge vrouw.
In 1985 schreef Wood een autobiografie getiteld I Shock Myself. Andere boeken van haar hand zijn The Angel Who Wore Black Tights, Pinching Spaniards en 33rd Wife of a Maharajah: A Love Affair in India. Zij schreef ook onder het pseudoniem Countess Lola Screwvinsky.
Werk van Wood is in diverse museum collecties opgenomen, waaronder Brooklyn Museum of Art, Carnegie Institute, The Metropolitan Museum of Art, Museum of Modern Art, Staatliche Museen Preussischer Kulturbesitz en het Victoria and Albert Museum.

## Onderscheidingen[6]
- 1994 – Governor’s Awards for the Arts (California)
- 1993 – Recognition as A Role Model by Women in Film
- 1992 – Gold Medal for Highest Achievement in Craftsmanship, American Craft Council
- 1988 – Distinguished Service Award, Arizona State University
- 1987 – Fellow of American Craft Council Women’s Art Caucus, National Award NCECA Award
- 1986 – Women’s Building Award
- 1984 – Living Treasure of California
- 1983 – Symposium Award of the Institute for Ceramic History
- 1961 – Goodwill Ambassador from USA to India – exhibition and lecture tour

## Wetenswaardigheden
- Het personage Rose DeWitt Bukater in de film Titanic is deels op Beatrice Wood gebaseerd.
- De personen uit haar driehoeksverhouding met Duchamp en Roché waren voor Francois Truffaut inspiratie voor de film Jules et Jim uit 1962.
- Een interview met Wood van meer dan 2 uur is geheel uitgeschreven en als "oral history" gepubliceerd door de Archives van American Art.[7]
- Ter gelegenheid van haar 100ste verjaardag verscheen de film Beatrice Wood: The Mama of Dada.[4]